# Ennio Guarnieri
Pour les articles homonymes, voir Guarnieri.
Ennio Guarnieri est un directeur de la photographie italien, né à Rome le 12 octobre 1930 et mort le 1er juillet 2019 à Licata (Italie).

## Biographie
De 1952 à 1962, Ennio Guarnieri est premier ou deuxième assistant opérateur. Depuis 1961, il est chef opérateur au cinéma (et à partir de 1972, à la télévision) ; il a notamment collaboré, à plusieurs reprises, avec Mauro Bolognini, Federico Fellini, Franco Zeffirelli et, récemment, avec Josée Dayan. 

## Filmographie partielle
Comme directeur de la photographie, sauf mention contraire

### Au cinéma
- 1955 : La Grande Bagarre de don Camillo (Don Camillo e l'onorevole Peppone) de Carmine Gallone (deuxième assistant opérateur)
- 1958 : La Tempête (La tempesta) d'Alberto Lattuada (premier assistant opérateur)
- 1960 : La dolce vita de Federico Fellini (premier assistant opérateur)
- 1961 : L'Imprévu (L'imprevisto) d'Alberto Lattuada
- 1961 : Madame Sans-Gêne de Christian-Jaque (deuxième assistant opérateur)
- 1962 : Les Jours comptés (I giorni contati) d'Elio Petri
- 1963 : Le Lit conjugal (Una storia moderna : l'ape regina) de Marco Ferreri
- 1963 : Il mare de Giuseppe Patroni Griffi
- 1964 : Haute Infidélité (Alta infedeltà), de Franco Rossi, Elio Petri, Luciano Salce et Mario Monicelli
- 1965 : À l'italienne (Made in Italy) de Nanni Loy
- 1965 : Les Complexés (I complessi), film à sketches, segments Une journée décisive (Una giornata decisiva) de Dino Risi et Le Complexe de l'esclave nubienne (Il complesso della schiava nubiana) de Franco Rossi
- 1968 : Pas folles, les mignonnes (Le dolci signore) de Luigi Zampa
- 1968 : Une veuve dans le vent (Meglio vedova) de Duccio Tessari
- 1968 : La Partenaire (Violenza al sole) de Florestano Vancini
- 1969 : Médée (Medea) de Pier Paolo Pasolini
- 1970 : Le Jardin des Finzi-Contini (Il giardino dei Finzi-Contini) de Vittorio De Sica
- 1970 : L'Invasion d'Yves Allégret
- 1971 : Martha (...dopo di che, uccide il maschio e lo divora) de José Antonio Nieves Conde
- 1972 : François et le Chemin du soleil (Fratello sole, sorella luna) de Franco Zeffirelli
- 1973 : Les Dix Derniers Jours d'Hitler (Hitler : The Last Ten Days) d'Ennio De Concini
- 1973 : Brèves Vacances (Una breve vacanza) de Vittorio De Sica
- 1973 : Les Noces de cendre (Ash Wednesday) de Larry Peerce
- 1974 : Vers un destin insolite sur les flots bleus de l'été (Travolti da un insolito destino nell'azzurro mare d'agosto) de Lina Wertmüller
- 1974 : Il était une fois Hollywood (That's Entertainment !) de Jack Haley Jr.
- 1974 : La Grande Bourgeoise (Fatti di gente per bene) de Mauro Bolognini
- 1975 : Vertiges (Per le antiche scale) de Mauro Bolognini
- 1975 : Double Jeu (Der Richter und sein Henker) de Maximilian Schell
- 1975 : Gente di rispetto de Luigi Zampa
- 1976 : Cours après moi que je t'attrape de Robert Pouret
- 1976 : Le Pont de Cassandra (The Cassandra Crossing) de George Pan Cosmatos
- 1976 : L'Héritage (L'eredità Ferramonti) de Mauro Bolognini
- 1976 : Portrait de province en rouge (Al piacere di rivederla) de Marco Leto
- 1977 : Qui a tué le chat ? (Il gatto) de Luigi Comencini
- 1977 : À chacun son enfer d'André Cayatte
- 1978 : L'Enfant de nuit de Sergio Gobbi
- 1979 : Un jouet dangereux (Il giocattoli) de Giuliano Montaldo
- 1979 : Le Grand Embouteillage (L'ingorgio : una storia impossibile) de Luigi Comencini
- 1979 : Le Visiteur maléfique (Stridulum) de Giulio Paradisi
- 1979 : Un uomo in ginocchio de Damiano Damiani
- 1979 : Le Manteau d'astrakan (Il cappotto di Astrakan) de Marco Vicario
- 1981 : La Dame aux camélias (La storia vera della signora dalle camelie) de Mauro Bolognini
- 1981 : Les Ailes de la colombe de Benoît Jacquot
- 1983 : La traviata de Franco Zeffirelli
- 1984 : L'Histoire de Piera (Storia di Piera) de Marco Ferreri
- 1986 : Ginger et Fred (Ginger e Fred) de Federico Fellini
- 1987 : Adieu Moscou (Mosca addio) de Mauro Bolognini
- 1990 : L'Homme au masque d'or d'Éric Duret
- 1991 : Le Cercle des intimes (The Inner Circle) d'Andreï Kontchalovski
- 1991 : La Chair (La carne) de Marco Ferreri
- 1992 : L'Atlantide de Bob Swaim
- 1993 : Mémoire d'un sourire (Storia di una capinera) de Franco Zeffirelli
- 2000 : Pinocchio et Gepetto (The New Adventures of Pinocchio) de Michael Anderson
- 2001 : Callas Forever de Franco Zeffirelli

### À la télévision
(téléfilms, sauf mention contraire)
- 1988 : La romana de Giuseppe Patroni Griffi
- 1994 : Jacob de Peter Hall
- 2004 : Milady de Josée Dayan
- 2005 : Les Rois maudits, feuilleton de Josée Dayan
- 2006 : La contessa di Castiglione de Josée Dayan